# Galesaurus
Galesaurus es un género extinto de cinodontes del Triásico Inferior de Sudáfrica. Fue incorrectamente clasificado como un dinosaurio por Richard Owen en 1859. Curiosamente Galesaurus apareció mencionado en el primer número de la revista Nature en 1869, en un artículo donde T. H. Huxley expresaba su seguridad de que finalmente se demostraría que era un dinosaurio. Sin embargo actualmente se considera que pertenece al grupo de "reptiles mamiferoides" denominado Cynodontia.